# Anthony Soprano, Jr.
Anthony John Soprano, Jr. dit A.J., interprété par Robert Iler, est un personnage fictif de la série télévisée d'HBO Les Soprano. Il est le fils de Carmela et Tony Soprano.
Adolescent obèse typique au début de la série, il devient plus athlétique au fil de la série et gagne en assurance même s'il est moins doué que sa sœur. C'est cette dernière qui lui dévoile la vérité sur les activités de leur père. « A.J » traverse une longue crise d'adolescence, il a du mal à accepter le monde dans lequel il vit.